# El afinador de pianos
El afinador de pianos es un libro de ficción histórico escrito por Daniel Mason, situado en la India y Birmania Británicas.

## Trama
La historia se desarrolla en 1886, en las selvas de Birmania.  El protagonista, un hombre de mediana edad llamado Edgar Drake se le encomienda por orden del Departamento de Guerra Británico el reparar un raro piano Erard de cola perteneciente a un doctor del Ejército llamado Anthony Caroll.  Caroll, quien es raíz de muchos mitos, encargó que le enviaran su piano con el fin de lograr la paz y la unión entre los príncipes de Birmania para así fomentar la expansión del Imperio Británico.  Debido a la extrema humedad que habita en el clima tropical, pronto es catalogado como inservible y horriblemente desafinado.  La "misión" de Drake se vuelve vital para los intereses estratégicos de la Corona.  Lo que comienza como una simple aventura militar lleva a un remolino de complots e intriga mientras que el médico de la milicia es culpado de traición, el afinador de pianos recurre con el cirujano mayor en contra de los deseos del personal militar, e inesperadamente está rodeado de un exuberante entorno lleno de expectación.

## Adaptación
Se ha anunciado la adaptación cinematográfica de la novela por parte del director alemán Werner Herzog.